# Allington (Dorset)
Allington – wieś w Anglii, w hrabstwie Dorset, w dystrykcie (unitary authority) Dorset. Leży 24 km na zachód od miasta Dorchester i 204 km na południowy zachód od Londynu. W 2001 miejscowość liczyła 614 mieszkańców.